# مجموعة كورتيك
مجموعة كورتيك ، التي تأسست عام 1984 ، هي شركة أسهم خاصة مقرها مدينة نيويورك وتركز على الاستثمار مع العائلات ورجال الأعمال وفرق الإدارة لمساعدتهم على تنمية شركاتهم.

## الأصول
- كورتيك السابع:
  - أعمال الأساس
  - مقتنيات السيارات المتحمسين
- كورتيك السادس:
  - مركز ترميم الوريد
  - شوفيه
  - EVP EyeCare
  - نقل Groome
  - دولة النافذة
  - منتجات اسبن الطبية
  - خدمات الآلات الدوارة
  - رفيق الحيوانات الأليفة الشركاء
  - الحضانة البيطرية في لاب أوف لوف
- Cortec V:
  - YETI (خرجت)
  - حرمر
  - شركة الباركود (خرجت)
  - تخصصات المستشفيات الكندية
  - منتجات ويمان (خرجت)
  - فيداريس (خرج)
  - Urnex (تم الخروج منه)
  - المجتمع البيطري الشركاء (خرجوا)

## روابط خارجية
- الموقع الرسمي
- أخبار حديثة